# Kirchlicher Assistent
Der Kirchliche Assistent oder die Kirchliche Assistentin ist ein, nach dem Kanonischen Recht (Cann. 312-320), von der kirchlichen Autorität der Römisch-katholischen Kirche bestellter Kleriker oder eine Theologin. Er/Sie wird in Übereinstimmung mit den Satzungen der Öffentlichen-kanonischen Vereine von Gläubigen, dem Kirchenrecht und allgemeiner Normen, ernannt.

## Vereine von Gläubigen
Nach dem Kirchlichen Gesetzbuch (CIC) von 1983 werden vier verschiedene Vereinsformen für Gläubige beschrieben, hierzu gehören der freie Zusammenschluss mit kirchlicher Zielsetzung, der privat-kanonische Verein ohne Rechtsfähigkeit, der privat-kanonische Verein mit Rechtsfähigkeit und der öffentlich-kanonische Verein. In Vereinen wird die Bestellung und/oder Berufung eines „Geistlichen Assistenten“ – vergleichbar mit „Kirchlicher Assistent“ – vorgegeben.

## Aufgabenbereich
Der früher auch als „Geistlicher Beirat“ bekannte Geistliche eines kirchlichen Vereins oder Verbandes nimmt heute unter der Bezeichnung Kirchlicher Assistent folgende Aufgaben wahr: In enger Zusammenarbeit mit den Vereinsorganen soll er die Gemeinschaft im Glauben fördern und die Mitglieder ermutigen. Kraft seiner kirchlichen Autorität vertritt er die Kirchenleitung in Fragen der kirchlichen Lehre, der Seelsorge und begleitet die christliche Gemeinschaft in ihrer Verantwortung zum christlichen Leben und Wirken. Er widmet sich der geistlichen, theologischen und pastoralen Aufgaben, hierzu nimmt er mit einer beratenden Stimme an den Gremiumssitzungen des Vereins von Gläubigen teil.

## Regionale, nationale und weltweite Kirchliche Assistenten
In Deutschland ist die Funktion eines regionalen Kirchlichen Assistenten eine vom Diözesanbischof übertragene Aufgabe. Der Ernannte gehört zur Führungsebene des Vereines und begleitet die Vorstandsmitglieder und die Mitglieder auf „den Wegen Gottes“. Die Deutsche Bischofskonferenz beruft auf Vorschlag die Kirchlichen Assistenten für die nationalen Bereiche und steht mit ihnen im ständigen Informationsaustausch. Den Kirchlichen Assistenten einer Weltgemeinschaft, wie zum Beispiel der Gemeinschaft Christlichen Lebens, wird gemäß einer vom Weltvorstand vorgelegten Namensliste vom Heiligen Stuhl ernannt. Der deutsche Bischof Overbeck ist zum Beispiel Kirchlicher Assistent der Päpstlichen Stiftung Centesimus Annus Pro Pontifice (CAPP) in Deutschland.